# Publiusz Korneliusz Scypion Nazyka Serapion
Publiusz Korneliusz Scypion Nazyka Serapion łac. Publius Cornelius Scipio Nasica Serapio (zm. 132 p.n.e. w Pergamonie) – rzymski kapłan i polityk, jeden z zabójców Tyberiusza Grakcha.
Pochodził z arystokratycznego rodu Korneliuszy (łac. gens Cornelia), a jego rodzicami byli Publiusz Korneliusz Scypion Nazyka Korkulum Pontifex Maximus w latach 150 - 141 p.n.e., dwukrotny konsul (162 i 155 p.n.e.) oraz córka Scypiona Afrykańskiego Kornelia Afrykańska Starsza (łac. Cornelia Africana Major). Nazyka przez matkę był spokrewniony z braćmi Grakchami.

## Kariera polityczna
Scypion Nazyka po raz pierwszy pojawia się w źródłach u Appiana z Aleksandrii jako poseł (149 p.n.e.), który zaniósł list z żądaniem złożenia broni do oblężonych Kartagińczyków (Wojna punicka 80). Jego przydomek był złośliwym żartem przeciwnika politycznego Nazyki Gajusza Kuriatiusza (łac. Gaius Curiatius), wynikającym z uderzającego podobieństwa arystokraty do sprzedawcy świń o imieniu Serapion (Pliniusz Historia Naturalna VII.12.54). Kuriatiusz pełniąc w 138 p.n.e. trybunat uwięził ówczesnego konsula Nazykę i jego kolegę w konsulacie Juniusza Brutusa Kalaikusa. Powodem zatrzymania był zarzut pogwałcenia prawa trybunów do zwolnienia określonych obywateli rzymskich z obowiązku odbycia służby w legionach (Liwiusz Ab urbe condita − fragmenty utraconych dzieł 55).

### Zabójstwo Tyberiusza Grakcha
Najgłośniejszym epizodem z życia Nazyki był udział w zabójstwie wielkiego, plebejskiego reformatora i jednocześnie trybuna ludowego roku 133 p.n.e. Tyberiusza Grakcha. 
Druga poł. II wieku p.n.e. to okres intensywnych przekształceń w strukturze społeczno-gospodarczej Rzymu. Bezpośrednim następstwem polityki wielkich podbojów był napływ tanich płodów rolnych z prowincji, powodujący nieopłacalność produkcji w Italii. Masowe ubożenie chłopstwa powodowało, że drobni rolnicy popadłszy w długi tracili swoje gospodarstwa i zasilali rzymski proletariat.  Sytuację w latach trzydziestych II wieku p.n.e. próbowali zmienić bracia Grakchowie. Proponowali oni nadania ziemi państwowej najbiedniejszym (łac. ager publicus), co popierała spora część arystokracji senatorskiej. Klasy niższe stanowiły bowiem trzon armii rzymskiej, a ich ubożenie powodowało niemożność wywiązania się z obowiązku służby. 
W opozycji do tego projektu stali jednak najlepiej ustosunkowani przedstawiciele nobilitas Scypion Afrykański Młodszy i jego kuzyn Scypion Nazyka. Ten drugi od 141 p.n.e. (tzn. od daty śmierci swojego ojca) piastował najbardziej zaszczytną godność religijną przewodniczącego kolegium pontyfików (łac. Pontifex Maximus). Obaj arystokraci należeli do grupy posiadaczy ziemskich, którzy mieli największy udział w użytkowaniu ziemi państwowej, a proponowane zmiany odbiłyby się niekorzystnie na ich dochodach. W roku 133 p.n.e. za trybunatu Tyberiusza Grakcha uchwalono jednak reformę i wyznaczono komisję mającą dokonać podziału ziemi. Aby wzmocnić dzieło, Tyberiusz postanowił wystartować w kolejnych wyborach na urząd trybuna na rok następny.
W dniu wyborów w świątyni Fides miało miejsce posiedzenie Senatu. Kiedy obradujący dowiedzieli się o zamiarze Grakcha wpadli we wściekłość, ponieważ ponowny wybór na urząd trybuna był pogwałceniem prawa. Grakcha uznano za człowieka dążącego do jedynowładztwa i tyranii. Nazyka zażądał od prowadzącego obrady konsula Publiusza Mucjusza Scewoli poddania pod głosowanie tzw. senatus consultum ultimum (po raz pierwszy w historii). Scewola odmówił twierdząc, że każdy obywatel ma prawo do sądu i odwołania się od wyroku. W tej sytuacji konserwatywni senatorowie postanowili działać sami i zebrawszy grupę sprzeciwiającą się zmianom (oraz ich służbę), uzbrojeni w kije pomaszerowali na Kapitol. W zamieszkach jakie wywołali zginął trybun i jego zwolennicy, w sumie ok. 300 osób. Wypadki z dnia wyborów znane są szczegółowo dzięki relacji Appiana i Plutarcha (Wojny domowe I.14-17; Tyberiusz Grakchus XVI-XIX). 
Przez lata zadawano sobie pytanie, jak kilkudziesięciu senatorów i ich niewolni uzbrojeni w kije i fragmenty rozbitych mebli, zdołało w środku wielkiego miasta zabić kilkuset mężczyzn, samemu nie ponosząc strat. Dwudziestowieczne badania wykazały, że prawdopodobnie Nazyka wykorzystał swoją nadzwyczajną pozycję religijną, zawijając togę w sposób charakterystyczny dla rzymskiego kapłana. Przyjmując pozę osoby składającej ofiarę nadał sytuacji charakter rytualny, co musiało podziałać na emocje broniących się. Tyberiusz Grakchus został de facto złożony w ofierze, a jego ciało i ciała jego towarzyszy wrzucono do Tybru. Wszystkie powyższe okoliczności pozwoliły napastnikom na uniknięcie odpowiedzialności. Za zabójstwo trybuna ludowego, który był nietykalny (łac. sacrocanctus) groziła bowiem natychmiastowa śmierć. Wydarzenie to miało w historii Rzymu republikańskiego znaczenie niezwykle istotne. Otwierało długotrwały okres niepokojów i wojen, które w kolejnym stuleciu doprowadziły do upadku republiki.
Nazyka budząc powszechną niechęć, a także ze względu na grożący mu proces, z powodu wrogości konsulów, został z polecenia Senatu wysłany z misją dyplomatyczną do Azji Mniejszej, gdzie zmarł w roku następnym (Plutarch Tyberiusz Grakchus XXI).